# Brenda Njuki
Brenda Njuki (* 17. Februar 1994) ist eine ehemalige schwedische Tennisspielerin.

## Karriere
Njuki spielte vor allem auf Turnieren des ITF Women’s Circuit, bei denen sie einen Einzel- und einen Doppeltitel gewinnen konnte.
Sie spielte ihre letzte Profisaison 2017 und wird seit Mitte Oktober 2018 nicht mehr in den Weltranglisten geführt.

## Turniersiege

### Einzel
| Nr. | Datum         | Turnier             | Kategorie   | Belag     | Finalgegnerin    | Ergebnis |
| --- | ------------- | ------------------- | ----------- | --------- | ---------------- | -------- |
| 1.  | 24. Juli 2016 | Scharm asch-Schaich | ITF $10.000 | Hartplatz | Eleni Kordolaimi | 6:4, 6:3 |

### Doppel
| Nr. | Datum              | Turnier             | Kategorie   | Belag     | Partnerin | Finalgegnerinnen                         | Ergebnis          |
| --- | ------------------ | ------------------- | ----------- | --------- | --------- | ---------------------------------------- | ----------------- |
| 1.  | 19. September 2015 | Scharm asch-Schaich | ITF $10.000 | Hartplatz | Lu Jiaxi  | Freya Christie Jaqueline Adina Christian | 4:6, 7:64, [10:5] |